# Mikrokontynent

Mikrokontynent Zelandia, obecnie w większości zanurzony pod wodami Pacyfiku.

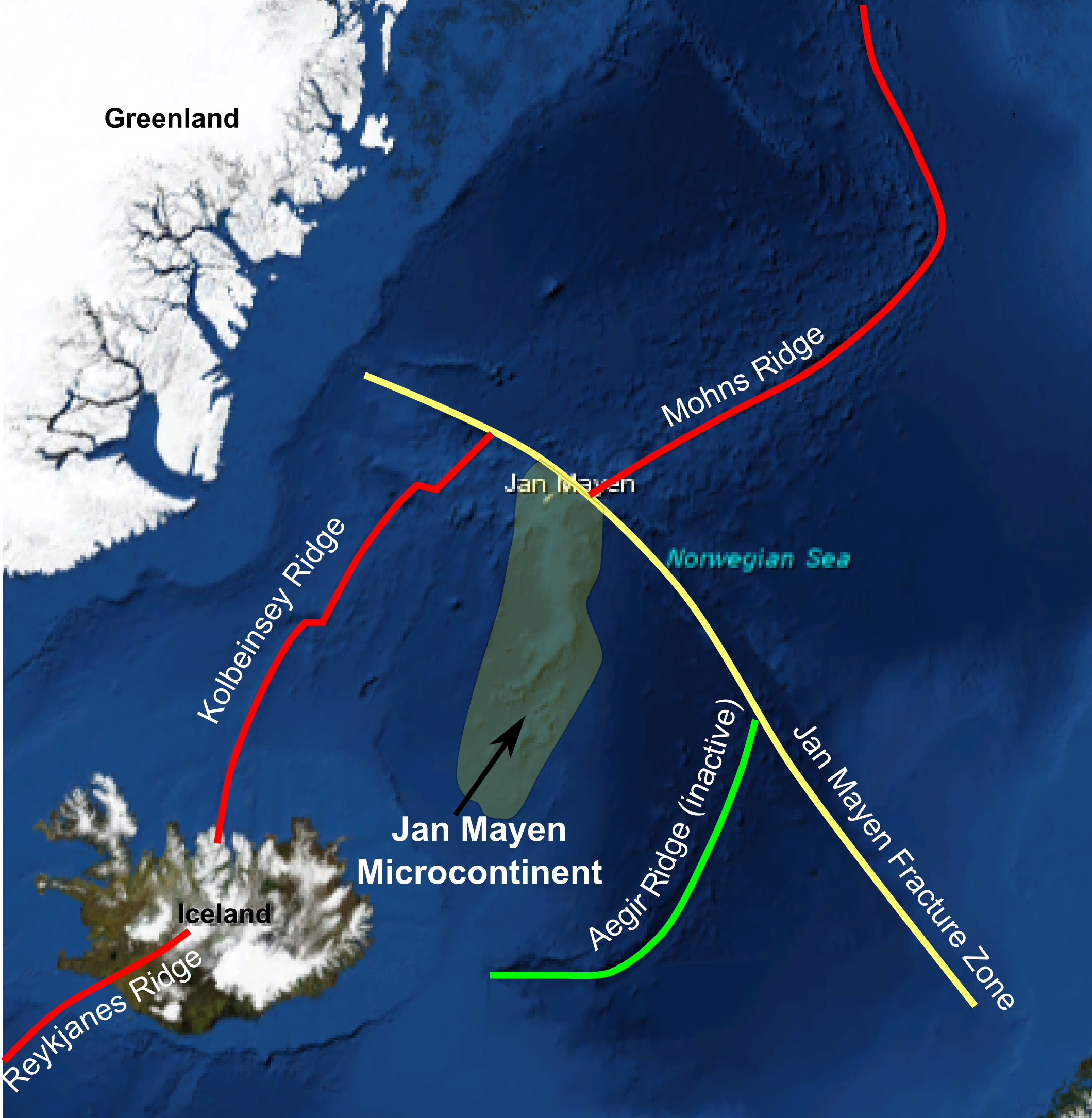
Mikrokontynent Jan Mayen i otaczające ryfty.

Mikrokontynent – fragment skorupy kontynentalnej, czy też szerzej – kontynentalnej litosfery, oddzielony od większych kontynentów i nie leżący w obrębie szelfu kontynentalnego. Nie ma fizycznego rozgraniczenia między tym, co nazywamy kontynentem, a co mikrokontynentem. Za mikrokontynenty uważa się te wszystkie lądy, które spełniają powyższą definicję i mają powierzchnię mniejszą niż Australia. Nie są nimi wyspy powstałe nad plamami gorąca, jak Islandia i Hawaje. Prehistoryczne mikrokontynenty, które zostały scalone z większymi kontynentami, są rozpoznawalne w geologii jako terrany.
Czasem stosowana jest także definicja określająca tym mianem każdy fragment litosfery zbudowany w dużym stopniu z granitów, jak kontynent, także wyspy takie jak Nowa Gwinea, geologicznie będąca częścią kontynentu australijskiego.

## Istniejące mikrokontynenty
Wiele takich fragmentów powstało wskutek oderwania od większej masy lądowej – kontynentu lub superkontynentu. W wyniku rozpadu Gondwany utworzyły się dzisiejsze kontynenty półkuli południowej oraz kilka mikrokontynentów:
- subkontynent indyjski, który był połączony z Afryką i Australią, a w okresie od 90 do 50 mln lat temu stanowił odrębny ląd, obecnie zaś jest częścią Azji,
- Madagaskar, który oddzielił się od Afryki wraz z Indiami,
- część podwodnego Wyniesienia Kergueleńskiego, pokryta później wylewami lawy[5]; jego największą wynurzoną część stanowią Wyspy Kerguelena,
- tzw. Mauritia[6], pokryta przez wypływy lawy tworzące współcześnie Grzbiet Maskareński[7],
- Seszele[8][9],
- tzw. Zelandia[10], której wynurzonymi dziś częściami są Nowa Zelandia i Nowa Kaledonia,
- przypuszczalnie niektóre spośród Małych Wysp Sundajskich, w szczególności Timor i Sumba[potrzebny przypis].

Innymi istniejącymi współcześnie mikrokontynentami są:
- Grzbiet Jan Mayen, który oddzielił się od Grenlandii[11]. Sama Grenlandia stanowi część kratonu północnoamerykańskiego,
- Wielkie Antyle: Kuba[12], Jamajka, oraz Haiti i Portoryko.